# Barsey-Rhododendron-Reservat
Das Barsey-Rhododendron-Reservat (englisch Barsey Rhododendron (Wildlife) Sanctuary oder Varsey Rhododendron (Wildlife) Sanctuary) ist ein Schutzgebiet im Distrikt Soreng des indischen Bundesstaats Sikkim an der Grenze zu Nepal.

## Geographie
Das Schutzgebiet liegt im östlichen Himalaya auf Höhen zwischen etwa 2200 und 4100 m. Es hat eine Fläche von 104 km². Innerhalb des Gebiets liegen einige Dörfer und südlich an das Schutzgebiet angrenzend befindet sich der Singalila-Nationalpark. Der jährliche Niederschlag in der Region beläuft sich auf 200 bis 300 mm.

## Flora und Fauna
Das Schutzgebiet ist bekannt für seinen Reichtum an Rhododendron-Arten. Die Blütezeit beginnt ab Mai. Zu den vorkommenden Baumarten zählen Eichen, Magnolien, die Himalaya-Birke und das Birkengewächs Betula alnoides, das Buchengewächs Castanopsis hystrix, die Tannenart Abies densa, die Himalaja-Eibe, die Himalaya-Hemlocktanne und die Sikkim-Fichte.
Zur Fauna des Parks zählen einige größere Raubtiere wie der Leopard (gefährdet) und der Kragenbär (gefährdet). Über den Mongolischen Wolf (Canis lupus chanco) und den Rothund liegen nur unbestätigte Berichte vor. Weitere im Schutzgebiet vorkommende Säugetiere sind jedoch der auf Bambus spezialisierte und stark bedrohte Westliche Kleine Panda, Gorale, die Bengalkatze, der Buntmarder, das Feuerwiesel, das Malaiische Stachelschwein, der Royle-Pfeifhase, der Fleckenlinsang und der Fleckenmusang. Darüber hinaus wurde das Gebiet von BirdLife International als Important Bird Area (IBA, „wichtiges Vogelgebiet“) identifiziert. Zu den im Park vorkommenden Vogelarten zählt der stark gefährdete Bindenseeadler, die gefährdete Schwarzkehl-Papageimeise (Paradoxornis flavirostris) und der potentiell gefährdete Rotbauch-Kurzflügel (Brachypteryx hyperythra).